# Vilert
Vilert es una localidad española del municipio de Esponellá, perteneciente a la provincia de Gerona, en la comunidad autónoma de Cataluña.

## Historia
Hacia mediados del siglo XIX, el lugar, ya por entonces perteneciente a Esponellá, tenía contabilizada una población de 104 habitantes. Aparece descrito en el decimosexto volumen del Diccionario geográfico-estadístico-histórico de España y sus posesiones de Ultramar de Pascual Madoz de la siguiente manera:

VILERT: l. en la prov., part. jud. y dióc. de Gerona (3 leg.), aud. terr., c. g. de Barcelona (25) y ayunt. de Esponellá: sit. en llano, con buena ventilacion, y clima templado y saludable; las enfermedades comunes son fiebres intermitentes. Tiene 50 casas, y una igl. parr. (Sta. Maria) de la que son anejas las capillas de la Trinidad y de San Estéban, servida por un cura de ingreso de provision real y ordinaria. El térm. confina N. Esponellá; E. Orfans; S. Ollers, y O. Vilademí. El terreno es de mediana calidad; le ctuzan varios caminos locales. prod.: trigo, aceite y legumbres; cria caza de conejos y perdices. pobl.: 29 vec., 104 almas. cap. prod.: 2.479,200 rs. imp.: 61,980.
(Madoz, 1850, p. 91)

En 2022, tenía empadronados 36 habitantes.